# Leonid Michailowitsch Ossipow

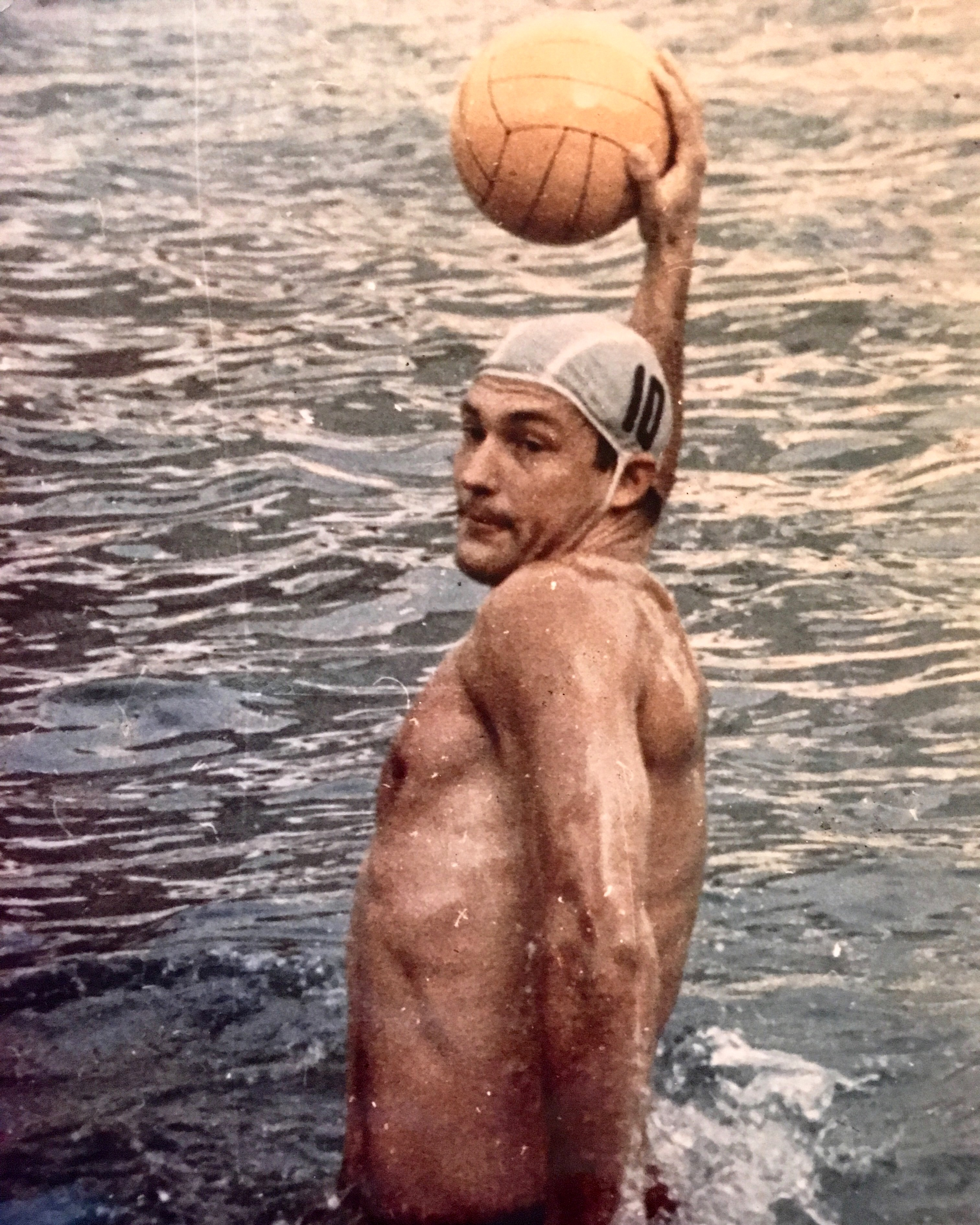
Leonid Michailowitsch Ossipow

Leonid Michailowitsch Ossipow (russisch Леонид Михайлович Осипов; * 6. Februar 1943 in Moskau; † 5. November 2020) war ein sowjetischer Wasserballspieler. Bei Olympischen Spielen gewann er von 1964 bis 1972 je eine Bronze-, Silber- und Goldmedaille. 1973 war er Weltmeisterschaftszweiter, 1966 und 1970 Europameister.

## Sportliche Karriere
Der 1,87 m große Leonid Ossipow spielte für Burewestnik Qaraghandy und für VS Moskau.
Seine internationale Karriere begann bei den Olympischen Spielen 1964 in Tokio, er war in allen sechs Spielen dabei und erzielte ein Tor gegen Australien. Olympiasieger wurden die Ungarn vor den Jugoslawen und der sowjetischen Mannschaft. Zwei Jahre später bei der Europameisterschaft 1966 in Utrecht gewann die sowjetische Mannschaft erstmals den Europameistertitel. Nach zwei Unentschieden gegen Italien und Jugoslawien besiegte die sowjetische Mannschaft das Team aus der DDR durch ein Tor von Boris Grischin mit 1:0 und erhielt die Goldmedaille vor dem Team aus der DDR und den Jugoslawen. Die Ungarn, die zuvor dreimal in Folge den Titel gewonnen hatten, belegten nur den fünften Platz.
Bei den Olympischen Spielen 1968 in Mexiko-Stadt war Ossipow in allen acht Partien dabei und erzielte drei Tore. Die sowjetische Mannschaft belegte in der Vorrunde den zweiten Platz hinter den Ungarn und besiegte im Halbfinale die Italiener mit 8:5. Im Finale gegen die Jugoslawen unterlag die sowjetische Mannschaft mit 11:13 Toren. 1970 bei der Europameisterschaft in Barcelona verteidigte die sowjetische Mannschaft ihren Titel mit neun Siegen in neun Spielen erfolgreich, Zweite wurden die Ungarn vor den Jugoslawen.
Bei seinen dritten Olympischen Spielen 1972 in München wirkte Ossipow in allen acht Partien mit und erzielte sieben Tore. Die sowjetische Mannschaft verlor kein Spiel, die Partien gegen die Ungarn und gegen das US-Team endeten unentschieden. Am Ende lagen die Ungarn nach Punkten gleichauf mit der sowjetischen Mannschaft, die aber durch die bessere Tordifferenz die erste olympische Goldmedaille für die Sowjetunion im Wasserball gewann. 1973 fand in Belgrad die erste Weltmeisterschaft im Wasserball statt. In der Finalrunde besiegten die Ungarn die sowjetische Mannschaft mit 5:4 und gewannen den Titel vor der sowjetischen Mannschaft und den Jugoslawen.